# هانس زیرولد
هانس زیرولد (به انگلیسی: Hans Zierold) (زادهٔ ۱۶ آوریل ۱۹۳۸) شناگر اهل آلمان است.